# Cannibal (EP)
Cannibal es el primer EP de la cantante estadounidense Kesha, publicado el 19 de noviembre de 2010. Originalmente, el disco solo se publicaría en una edición de lujo de Animal, pero, en su lugar, se lanzó independientemente. Kesha ha trabajado con una variedad de productores y escritores como Dr. Luke como el productor ejecutivo, Benny Blanco, Ammo, Max Martin, Bangladesh y otros. Musicalmente, las canciones de Cannibal son del género dance-pop, con la incorporación de elementos de electro y electropop en su producción y ritmos.
La recepción y la crítica del álbum ha sido en general positiva. Una queja común entre los críticos fue el uso excesivo de Auto-Tune, y las baladas del álbum fueron listadas comúnmente como destacadas. Algunos críticos sintieron que las letras de Cannibal son inútiles y rudas, mientras que otros felicitaron a Kesha por su entrega auténtica y sin arrepentimientos. En los Estados Unidos y Canadá, el EP debutó en los puestos n° 15 y 14 respectivamente.Logró vender 809.870 copias.
Dos sencillos han sido lanzados como promo del disco. El primero de ellos, "We R Who We R", fue un éxito en todo el mundo, alcanzando el número uno en los Estados Unidos, el Reino Unido y Australia, y fue top ten en la mayoría de los países. En los Estados Unidos, el sencillo se convirtió en la canción n° 17 en el Billboard Hot 100 de la historia que debuta en el número uno. El segundo sencillo del álbum, "Blow", fue lanzado el 8 de febrero de 2011 y alcanzó el séptimo puesto en los Estados Unidos.

## Composición
Musicalmente, las canciones de Cannibal son del género dance-pop, con la incorporación de elementos de electro y electropop en su producción y ritmos. A lo largo del álbum, el uso de Auto-Tune y vocoders son prominentes. La pista del título del álbum, "Cannibal" hace uso de soportes synth y dance, impulsado con el canto Kesha sobre las tendencias devorador de hombres y hace referencia a la del asesino en serie Jeffrey Dahmer. "Blow " muestra un lado más oscuro de Kesha con letras como: "Conseguimos lo que queremos / Hacemos lo que no. La canción es más dominante, una pista electro que utiliza un soporte de un fantástico synth. "Sleazy" usa cambios de ritmo, o un uso persistente en Kesha de "hablar-cantar" estilo vocal, a un estilo más rap impulsado. La canción ha sido citada para la elaboración de la influencia de varias canciones incluyendo;. Gwen Stefani "Hollaback Girl " por su "Swagga", de Jennifer López "Love don't cost a thing" por su "actitud ", así como la combinación de" un toque de Lil Wayne "Milli".
"C U Next Tuesday" es predominantemente, una balada electro-pop que es una reminiscencia de la música pop de finales de 1980, la canción ha sido citado para la elaboración de influencia del "new wave pop". Líricamente hablando, la canción habla de "perdido y amor no correspondido". "The Harold Song" ha sido citado como balada del álbum, que cuenta con un más despojado estilo vocal interpretando a un lado vulnerable de Kesha. Líricamente, la canción habla de un joven amor que se volvió malo. "Grow A Pear" ha sido comparado con el sencillo de Katy Perry "Ur So Gay". La letra de la canción muestra a un hombre que prefiere hablar de tener relaciones sexuales, a la que Kesha responde de forma negativa, diciendo: "Yo simplemente no puede salir con un tipo con un VAG." El primer sencillo del álbum, "We R Who We R", es una canción dance-pop que utiliza una respaldo synth-pesado. La canción incorpora elementos de trance pop y electropop. Líricamente, la canción ha sido descrita como un himno de orgullo, con lo que Kesha toma nota de las letras de las canciones que iban a ser tomadas como "una celebración de todo tipo de rarezas o excentricidades".

## Recepción Crítica
Cannibal recibió críticas generalmente positivas por parte de la crítica musical tras su lanzamiento. El álbum tiene una puntuación de 73 sobre 100 basada en 11 críticas, según el agregador de críticas musicales Metacritic. Stephen Thomas Erlewine de AllMusic fue positivo en la crítica de Cannibal. Erlewine se mostró algo crítico con la decisión de lanzar el EP, señalando que la única razón real para el lanzamiento era que Animal había sido "exprimido hasta quedarse sin éxitos". Aunque crítico con la reedición, el consenso de Thomas sobre el álbum fue positivo, escribiendo: "La brevedad de Cannibal se impone a la dispersión de Animal, pero lo que les hace destacar es Kesha, una estrella del pop sin aspecto de estrella del pop ni voz de estrella del pop. Es un ídolo voraz, escupe a desconocidos y apuñala por la espalda a sus amigos, humilla a las chicas buenas y se ríe de los destrozos que deja a su paso. Ella es quien es y no ofrece disculpas". Leah Greenblatt de Entertainment Weekly comentó que Kesha había escrito el álbum señalando que sus "rimas herky-jerky todavía suenan como si vinieran de la pared del baño de un jardín de infancia de un reformatorio", pero no citó eso como algo negativo, sino que señaló que el álbum tenía un "tufillo sulfuroso a fin de los días". Greenblatt terminó su crítica del álbum con una calificación de "B+" y calificó "Sleazy" y "Blow" como los temas más destacados del álbum. Will Hermes de Rolling Stone señaló que la principal competidora de Kesha en el pop era Lady Gaga y escribió: "Este EP demuestra que Kesha le patearía el culo a Gaga en una batalla de estilo libre", elogiando sus rimas y la producción de Dr. Luke. Luke, llamando a Kesha la "reina del snap de clublandia"." Chad Grischow de IGN recibió el álbum con una crítica positiva, dándole una puntuación de 6,5 sobre 10. Grischow fue crítico con la producción de Kesha. Grischow criticó la producción del álbum y el uso excesivo de Auto-Tune, escribiendo que había "tanto overdubbing y autotune utilizado que la mayoría de las canciones bien podrían ser cantadas por un robot valiente". También señaló que cuando Kesha se despojaba de las voces podía cantar de verdad, destacando las baladas "The Harold Song" y "C U Next Tuesday" en la crítica del álbum. Grischow terminó su crítica escribiendo: "Caníbal demuestra estar demasiado sumido en letras sin sentido y excesivos efectos vocales como para tener un atractivo duradero."
Sal Cinquemani de Slant Magazine recibió el álbum con una crítica entre mixta y positiva. Cinquemani escribió que Kesha era capaz de hacer letras auténticas y sin disculpas con facilidad, señalando que esto era algo que sus compañeras del pop no podían hacer. Una de las quejas de la crítica era que el álbum era demasiado similar a Animal, señalando que no había logrado "diversificarse de manera significativa" y el uso excesivo de voces procesadas. Cinquemani terminó la crítica elogiando "Animal (Billboard Remix)" por su "promesa de algo más profundo, algo más allá de la última fórmula reciclada de Dr. Luke"." Gary Graff de Billboard escribió: "Kesha hinca el diente a algunos sabores frescos en Cannibal, que sin duda mejorarán su atracción por 'Animal'." Barry Walters de la revista Spin reseñó Cannibal con un resultado mixto dando al álbum cinco de diez estrellas posibles. Walters criticó el álbum en su conjunto afirmando que estaba lleno de contradicciones, señalando que en "We R Who We R" "ella envía vibraciones de orgullo a los gays intimidados", mientras que en "Grow a Pear", "ella castra a un novio potencial." La producción del álbum se calificó como positiva, alabando a Dr. Luke por sus consistentes ganchos club-pop y su habilidad para "hacer que la hipocresía [del álbum] sea casi irrelevante". Mesfin Fekadu de The Boston Globe fue mixto en su crítica del álbum. Fekadu criticó la profundidad lírica del álbum y el uso del auto-tune escribiendo que el álbum estaba "lleno de letras insípidas y batallas cualquier álbum de T-Pain para la mayoría del uso del auto-tune." La madre de Kesha, Pebe Sebert, también fue objeto de críticas por haber ayudado a componer la canción que da título al álbum, "Cannibal", que fue calificada de "perturbadora" y "triste".

## Rendimiento comercial
En Estados Unidos, Cannibal debutó en la lista Billboard 200 en la semana del 2 de diciembre de 2010 en el número quince. El EP vendió 74.000 copias en su primera semana de lanzamiento. La semana siguiente el álbum descendió veintiséis posiciones hasta el puesto cuarenta y uno vendiendo 26.200 copias más. Tras estar presente en la lista durante dos meses, el álbum superó las 250.000 copias en ventas. En diciembre de 2018, el álbum recibió una certificación de platino por parte de la Recording Industry Association of America (RIAA) por unas ventas de 1.000.000 de unidades. En Canadá, Cannibal entró y alcanzó el número catorce en la Canadian Albums Chart.

## Promoción

### Sencillos

#### We R Who We R
Fue lanzado como el primer sencillo del EP el 25 de octubre de 2010. La canción fue estrenada el 14 de octubre de 2010 en la página oficial de la cantante. El 4 de noviembre de 2010, "We R Who we R" debutó en el Billboard Hot 100 en el puesto número 1, siendo el segundo sencillo de Kesha en conseguir esta posición y el primero en ser número uno en el Reino Unido.

#### Blow
Fue confirmado como segundo sencillo por RCA y el día 25 de febrero fue el lanzamiento de su video musical. Días antes del lanzamiento oficial dicha canción ingresa al puesto número 97 de Billboard Hot 100. Su posición máxima fue el puesto 7.

### Canciones promocionales

#### Sleazy
"Sleazy" fue estrenada el 2 de noviembre de 2010 como parte de una cuenta regresiva de iTunes en exclusiva al estreno de Cannibal. En Canadá, la canción entró en el Canadian Hot 100 el 20 de noviembre de 2010 en el número cuarenta y seis. En la misma semana, "Sleazy" entró en el Billboard Hot 100 en el número cincuenta y uno.

#### Cannibal
La canción principal, "Cannibal", fue la siguiente canción estrenada el 9 de noviembre de 2010. En Canadá, "Cannibal" entró en el Canadian Hot 100 el 27 de noviembre de 2010 en el número sesenta y dos. En la misma semana, "Cannibal" entró en el Billboard Hot 100 en el número sesenta y siete.

## Lista de Canciones
| Cannibal |                            |                                                                                  |          |  |
| N.º      | Título                     | Escritor(es)                                                                     | Duración |  |
| 1.       | «Cannibal»                 | Kesha Sebert, Joshua Coleman, Mathieu Jomphe, Pebe Sebert, Adelén                | 3:14     |  |
| 2.       | «We R Who We R»            | K. Sebert, Lukasz Gottwald, Benjamin Levin, Joshua Coleman, Jacob Kasher Hindlin | 3:24     |  |
| 3.       | «Sleazy»                   | K. Sebert, Gottwald, Levin, Shondrae Crawford, Klas Åhlund                       | 3:26     |  |
| 4.       | «Blow»                     | K. Sebert, Gottwald, Levin, Åhlund, Max Martin, Allan Grigg                      | 3:39     |  |
| 5.       | «The Harold Song»          | K. Sebert, Coleman                                                               | 4:19     |  |
| 6.       | «Crazy Beautiful Life»     | K. Sebert, Gottwald, Martin, P. Sebert                                           | 2:50     |  |
| 7.       | «Grow a Pear»              | K. Sebert, Gottwald, Levin, Martin                                               | 3:29     |  |
| 8.       | «C U Next Tuesday»         | K. Sebert, David Gamson, Marc Nelkin                                             | 3:52     |  |
| 9.       | «Animal» (Billboard Remix) | K. Sebert, Gottwald, Greg Kurstin, P. Sebert                                     | 4:15     |  |
| 31:59    |                            |                                                                                  |          |  |

| Cannibal - Pistas Agregadas por iTunes en Japón |                                            |                                                          |          |  |
| N.º                                             | Título                                     | Escritor(es)                                             | Duración |  |
| 10.                                             | «Your Love Is My Drug (Bimbo Jones Radio)» | Kesha Sebert, Joshua Coleman, Pebe Sebert                | 3:07     |  |
| 11.                                             | «Take It Off (Billboard Radio Mix)»        | Claude Kelly, Kesha Sebert, Lukasz Gottwald              | 3:38     |  |
| 12.                                             | «Animal (Dave Aude Remix)»                 | Greg Kurstin, Kesha Sebert, Lukasz Gottwald, Pebe Sebert | 4:36     |  |
| 43:20                                           |                                            |                                                          |          |  |

## Personal
Créditos adaptados de las notas de Cannibal, Dynamite Cop Music/Where Da Kasz en BMI.
- Ammo - músico, productor, programación
- Billboard - producción adicional, mezcla, músico, productor, programación, remezcla
- Benny Blanco - músico, productor, programación
- Shondrae "Mr. Bangladesh" Crawford - músico, productor, programación
- Megan Dennis - coordinación de producción
- Dr. Luke - productor ejecutivo, músico, productor, programación
- Eric Eylands - asistente
- Sarai Fiszel - maquillaje
- David Gamson - ingeniero, mezcla, músico, productor, programación
- Chris Gehringer - masterización
- Serban Ghenea - mezcla
- Erwin Gorostiza - director creativo
- Aniela Gottwald - asistente
- Lukasz Gottwald - coros
- John Hanes - mezcla
- Sam Holland - ingeniero, coros
- Chris "Hollywood" Holmes - ingeniero
- Kool Kojak - músico, productor, programación
- Greg Kurstin - productor
- Benjamin Levin - coros
- Marjan Malakpour - estilista
- Max Martin - músico, productor, programación
- Ramsell Martinez - estilista
- Chris "Tek" O'Ryan - ingeniero
- Irene Richter - coordinación de producción
- Tim Roberts - asistente de mezclas
- Kesha Sebert - voz principal
- Seth Waldmann - ingeniero
- Eric Weaver - ingeniero
- Emily Wright - ingeniero, voz de fondo

## Charts
| Chart (2010–2011)              | Peak position |
| ------------------------------ | ------------- |
| Canadá (Canadian Albums Chart) | 14            |
| Japón (Japanese Albums Chart)  | 20            |
| Estados Unidos (Billboard 200) | 15            |

### Year-End Charts
| Chart (2011)                                      | Peak position |
| ------------------------------------------------- | ------------- |
| Estados Unidos US Billboard 200                   | 69            |
| Estados Unidos US Current Album Sales (Billboard) | 65            |

## Historial de lanzamientos
| País           | Fecha                   | Discográfica | Posicionamiento |
| -------------- | ----------------------- | ------------ | --------------- |
| Estados Unidos | 22 de noviembre de 2010 | RCA Records  | 15              |
| México         | 24 de noviembre de 2010 | Sony Music   | 8               |